# Heinrich Gelzer

Professor Gelzer

Heinrich Gelzer eigentlich Heinrich Carl Guido Gelzer (* 1. Juli 1847 in Berlin; † 11. Juli 1906 in Jena) war ein Schweizer klassischer Philologe, Althistoriker und Byzantinist. Er trug in seinen zahlreichen Werken dazu bei, wesentliche Einsichten in die spätantike und mittelalterliche byzantinische Geschichte zu vermitteln.

## Leben
Der Sohn des Schweizer Historikers und zeitweiligen Professors in Berlin Johann Heinrich Gelzer-Sarasin wuchs in Basel auf, besuchte das dortige Gymnasium und unternahm nach der Ablegung seiner Reifeprüfung eine Reise in den Orient. Gelzer studierte an der Universität Basel fünf Semester bei Jacob Burckhardt und von 1867 bis 1868 an der Georg-August-Universität Göttingen bei Ernst Curtius, dem Ausgräber von Olympia. 1865 gehörte er zu den Stiftern des Corps Alamannia Basel.
Nach seiner Promotion im Jahre 1869 war Gelzer einige Zeit in Basel Gymnasiallehrer. Von dort aus beteiligte er sich gemeinsam mit einer Schweizer Hilfsaktion an Unterstützungsmassnahmen für deutsche Verwundete des Deutsch-Französischen Krieges. 1871 bereiste er zusammen mit Curtius und Friedrich Adler Kleinasien. In Basel wurde Gelzer 1872 Privatdozent, 1873 ausserordentlicher Professor der Alten Geschichte an der Ruprecht-Karls-Universität Heidelberg. 1878 wurde er auf den Lehrstuhl für Klassische Philologie und Alte Geschichte an die Universität Jena berufen. Damit verbunden wurde er Direktor des philologischen Seminars und war seit 1885 Direktor des Seminars für alte Geschichte. Er wurde zum geheimen Hofrat ernannt und beteiligte sich in den Wintersemestern 1887, 1900 als Rektor der Alma Mater auch an den organisatorischen Aufgaben der Hochschule.
In zahlreichen philologischen, theologischen Zeitschriften und Journalen verfasste er eine Vielzahl von Aufsätzen. So stammt aus seiner Feder der Artikel Armenien in der 3. Auflage der Realenzyklopädie für protestantische Theologie und Kirche. Die theologische Fakultät der Universität Jena verlieh Gelzer 1897 die Ehrendoktorwürde. Er wurde Kommandeur des sächsischen Hausordens vom weißen Falken und Ritter erster Klasse des sächsisch ernestischen Hausordens. Zudem war er Mitglied der Kgl. Sächsischen Akademie der Wissenschaften und korrespondierendes Mitglied der Bayerischen Akademie der Wissenschaften.
Forschungsschwerpunkt Gelzers war die byzantinische Geschichte, später auch die armenische Geschichte und Literatur. 1893 war er Mitbegründer der Byzantinischen Zeitschrift. Er unternahm weitere Reisen nach Griechenland, Kleinasien und die Länder des Schwarzmeergebiets, darunter 1902 und 1903 nach Makedonien und auf den Berg Athos.
Gelzer heiratete am 12. September 1876 in Basel Emilie Clara Thurneysen (1858–1919), die Tochter des Präsidenten am Strafgericht Johann Heinrich Eduard Thurneysen (1824–1900) und dessen 1851 geheirateten Frau Emilie Gemuseus (1829–1890). Aus der Ehe stammen ein Sohn, der Romanist Heinrich Gelzer, und die zwei Töchter Julie (verh. 26. März 1904 in Jena mit Adolf Wilhelm Ferdinand Damaschke) und Emily (verh. 1898 mit dem Archivar Fritz Koegel).

## Werke (Auswahl)
- Diss. de Branchidis. Leipzig 1868
- Versammlung deutscher Philologen und Schulmänner zu Gera. Leipzig 1879
- Sextus Iulius Africanus und die byzantinische Chronographie. Hinrichs, Leipzig 1880–1885, 2. Bde.; Leipzig 1898; Nachdr. Gerstenberg, Hildesheim 1978, ISBN 3-8067-0748-0.
- Eusebii canonum epitome ex Dionysii Telmaharensis chronico petita. Leipzig 1884
- Die Genesis der byzantinischen Themenverfassung (1899)
- Georgii Cyprii descriptio orbis Romani. Leipzig 1890
- Leontios' von Neapolis Leben des Heiligen Johannes des Barmherzigen, Erzbischofs von Alexandrien. Freiburg i. Br. und Leipzig 1893
- Abriß der byzantinischen Kaisergeschichte. 2. Aufl. München 1897
- Patrum Nicaenorum nomina. Leipzig 1897 (mit H. Hilgenfeld und O. Cuntz)
- Geistliches und Weltliches aus dem türkisch-griechischen Orient. Teubner, Leipzig 1900
- Rede bei der Gedächtnisfeier für den verewigten Großherzog von Sachsen Carl Alexander in der Universitätskirche am 19. Januar 1901. Jena 1901
- Ungedruckte und ungenügend veröffentlichte Texte der Notitiae episcopatuum. Ein Beitrag zur byzantinischen Kirchen- und Verwaltungsgeschichte. Verl. d. K. Akademie, München 1901.
- Pergamon unter den Byzantinern und Osmanen (1903)
- Vom Heiligen Berge und aus Makedonien. Reisebilder aus den Athosklöstern und dem Insurrektionsgebiet. Teubner, Leipzig 1904.
- Scriptores sacri et profani ... Bd. 4. Des Stephanos von Taron armenische Geschichte. Aus dem Altarmenischen übersetzt von Heinrich Gelzer und Aug. Burckhardt. 1907
- Ausgewählte Kleine Schriften. Teubner, Leipzig 1907
- Byzantinische Kulturgeschichte. Mohr, Tübingen 1909.